# Simon (Bischof, Ross)
Simon (auch Symeon) († vor 1160) war ein schottischer Geistlicher. Er war spätestens ab 1150 Bischof von Ross.
Über das Leben von Simon vor seiner Ernennung zum Bischof ist nichts, und auch über seine Amtszeit ist nur wenig bekannt. Er bezeugte zusammen mit dem 1147 geweihten Bischof Herbert von Glasgow eine Urkunde von König David I., die vor 1150 ausgestellt wurde. Das lässt darauf schließen, dass er zwischen 1147 und 1150 zum zweiten Bischof der nordschottischen Diözese Ross ernannt wurde. In einer im Februar 1155 von Papst Hadrian IV. ausgestellten Bulle wird er als Bischof von St Peter in Ross bezeichnet.